# Партийно-политическая работа
Партийно-политическая работа (ППР) — обязательные занятия по партийно-политической подготовке военнослужащих Советской Армии, Военно-морского флота, пограничных и внутренних войск ВС СССР, а также курсантов военных училищ и студентов ВУЗов, обучающихся на военных кафедрах при них.
На занятиях изучались:
- документы КПСС — решения съездов и постановлений Политбюро ЦК КПСС.

Также обсуждались:
- международная обстановка и гонка вооружений;
- принимались обязательства по изучению материальной части и боевой подготовке;
- вопросы работы партийной и комсомольских организаций части.

Проводил ППР, как правило, замполит. 

## Интересный факт
В устном фольклоре ППР расшифровывалось (в литературном переводе) как «Поговорили-поговорили и разошлись», а также «Пришли, поговорили и разошлись». 